# ما بعد الاستعمارية
ما بعد الاستعمارية هي الدراسة الأكاديمية للإرث الثقافي للاستعمار والإمبريالية، وهي تركز على التبعات البشرية لاستغلال السكان الأصليين في الأراضي المستعمرة والسيطرة عليهم وعلى أراضيهم. تعتبر ما بعد الاستعمارية تحليلًا نظريًا نقديًا لتاريخ وثقافة وأدب وواقع القوى الاستعمارية الأوروبية.
بُني اسم ما بعد الاستعمارية على نمط مصطلح ما بعد الحداثة، والذي يشترك معه بعدد من المفاهيم والوسائل، حتى أننا يمكن أن نعتبره ردة فعل على الخروج من سلطة الاستعمار بشكل مشابه لما بعد الحداثة التي هي ردة الفعل على الحداثة. يمكن أن يشير مصطلح الاستعمار الغامض إما إلى نظام حكم أو إلى أيديولوجية أو إلى الرؤية الكونية المبطنة لهذا النظام، وبشكل عام تمثل فكرة ما بعد الاستعمارية الإجابة الأيديولوجية على الفكر الاستعماري، بدلًا من وصف نظام يتلو الاستعمار ببساطة.
يمكن الإشارة إلى مصطلح دراسات ما بعد الاستعمار لهذا السبب. تشمل ما بعد الاستعمارية طيفًا واسعًا من المقاربات الفكرية، كما أن أصحاب النظريات قد لا يتفقون دومًا على مجموعة مشتركة من التعريفات. بشكل مبسط، يمكن أن تسعى من خلال الدراسة الأنثروبولوجية إلى تشكيل فهم أوضح حول الحياة الاستعمارية من وجهة نظر الشعوب الخاضعة للاستعمار، وذلك باعتبار الحكام المستعمرين رواة غير موثوقين للأحداث.
على مستوى أعمق، تبحث دراسات ما بعد الاستعمارية في العلاقات الاجتماعية وعلاقات السلطة السياسية التي تحافظ على الاستعمار بشكليه القديم والجديد، ومن ضمنها الحالات السياسية والثقافية المحيطة بالمستعمِر والمستعمَر. قد يتداخل هذا المنهج الفكري مع التاريخ المعاصر والنظرية النقدية، كما قد يستمد أمثلة من التاريخ والعلوم السياسية والفلسفة وعلم الاجتماع والأنثروبولوجيا والجغرافيا البشرية.
تدرس فروع ما بعد الاستعمارية تأثيرات الحكم الاستعماري على مجالات النسوية واللاسلطوية والأدب والفكر المسيحي.
لقد انتشر مصطلح ما بعد الكولونيالية /الاستعمارية في الاوساط المثقفة الأوروبية والأمريكية، وبين باحثين تعود أصولهم الي المستعمرات القديمة "ex-colonies" بخاصة الهند، ممن تحصلوا على منح دراسية بالولايات المتحدة الأمريكية ليستقروا بعدها هناك، ومن بين أهم هؤلاء على الإطلاق المتخصصة في الدراسات ما بعد الكوونيالية ذات الاصل الإيرلندي «غاياتري شاكررافورتي سبيفاك Gayatri Chakravorty Spivak».

## التطبيق

### الشرق الأوسط
في مقال «المبالغة في الدولة العربية» (2001)، لنزيه أيوبي، ومقال «هل الأردن فلسطين» (2003) لرفائيل إسرائيلي، يتعامل الكاتبان مع الهوية المفككة في فترة ما بعد الاستعمار، كما تحددها الآثار السياسية والاجتماعية والثقافية والاقتصادية للاستعمار الغربي في الشرق الأوسط. كما أن الهوية الوطنية المجزأة تبقى صفة مميزة لهذه المجتمعات، وهي نتيجة طبيعية للحدود الاستعمارية (السياسية والثقافية) الاعتباطية والمرسومة وفقًا لمصالح المستعمرين الأوروبيين، والتي تجاهلوا عند رسمها العلاقات القبلية والعشائرية التي شكلت الحدود الجغرافية لبلاد الشرق الأوسط قبل وصول الإمبرياليين الغربيين. بالتالي، يبحث أدب فترة ما بعد الاستعمار في الشرق الأوسط في الخطاب الغربي عن تشكيل الهوية ووجود شكل من أشكال الهوية القومية داخل الشرق الأوسط المعاصر والطبيعة غير المتجانسة لهذه الهوية القومية.

في مقال «من أنا؟: أزمة الهوية في الشرق الأوسط» المنشور عام 2006، يقول البروفسور بي. آر. كوماراسوامي:
«عانت غالبية بلدان الشرق الأوسط من مشاكل جوهرية متعلقة بالهوية الوطنية. لم تتمكن هذه البلدان من تحديد هوية وطنية أو عرضها أو الحفاظ عليها بعد أكثر من ثلاثة أرباع القرن من تفكك الإمبراطورية العثمانية -التي ظهرت معظم هذه الدول من أجزائها المتفرقة- بشكل يضمن مشاركة وتمثيل جميع الأطراف».
لم ينجح الاستقلال وإنهاء الاستعمار الغربي في إنهاء التفكك الاجتماعي والحروب (الأهلية والدولية) في الشرق الأوسط. في كتابه البحث عن الديمقراطية العربية المنشور عام 2004، يقول العربي صديقي إن مشاكل الهوية القومية في الشرق الأوسط ناتجة عن التجاهل الشرقي للإمبراطوريات الأوروبية عندما رسمت الحدود السياسية لمستعمراتها، وهي العملية التي تجاهلت التاريخ المحلي والحدود الجغرافية والقبائلية للسكان الأصليين، كل ذلك بهدف تأسيس النسخة الغربية من الشرق الأوسط.
نتيجة ذلك، «في أماكن مثل العراق والأردن، أُحضر زعماء هذه البلاد المستقلة الجديدة من الخارج، وجُهزوا ليناسبوا المصالح والالتزامات الاستعمارية. بشكل مشابه، سُلمت غالبية دول خليج فارس (الخليج العربي) إلى هؤلاء [أتباع الاستعمار الخاضعين للأدلجة الأوروبية] الذين يحمون ويحرسون المصالح الاستعمارية في مرحلة ما بعد انسحاب المستعمرين». إضافة إلى ذلك، «ومع استثناءات قليلة مثل مصر وإيران والعراق وسوريا، اضطرت معظم الدول إلى إعادة ابتداع أصولها التاريخية» بعد الاستعمار، و «بشكل مشابه للحكم الاستعماري السابق، تدين الهوية الوطنية التالية للاستعمار بالفضل في وجودها إلى القوة».

### أفريقيا
في أواخر القرن التاسع عشر، أثبت التدافع على أفريقيا (1874 – 1914) أنه نهاية الاستعمار الإتجاري للقوى الاستعمارية الأوروبية، لكن العواقب على الأفارقة كانت أشد منها على المناطق المستعمرة خارج العالم الغربي. من أجل تسهيل الاستعمار، بنت الإمبراطوريات الأوروبية سككًا حديدية في المناطق غير السالكة بسبب الطبيعة الجغرافية الأفريقية. ظهر أن مشروع السكك الحديدية البريطاني الاستعماري الهادف إلى تسهيل النقل على امتداد أفريقيا القارية كان مفرطًا في التفاؤل، لكنه نجح فقط في ربط أفريقيا القارية الشمالية (القاهرة) مع أفريقيا القارية الجنوبية (كيب تاون).
لدى الوصول إلى أفريقيا، التقى الأوروبيون بالحضارات الأفريقية الأصلية مثل إمبراطورية آشانتي وإمبراطورية بنين ومملكة داهومي ومملكة بوغندا (أوغندا) ومملكة الكونغو، والتي وقعت جميعًا تحت سيطرة القوى الاستعمارية تحت إيمان الأوروبيين بأن هذه الشعوب تحتاج إلى الرعاية الأوروبية التي اقترحها وبررها مقال «الشخصية الأفريقية» الذي كتبه جورج فيلهلم فريدريش هيغل عام 1830، بما يتوافق مع رأيه الفلسفي بأن الثقافات كانت مراحل في رحلة الوصول التاريخي إلى الوجود المطلق. كانت نيجيريا موطن شعوب هوسا ويوروبا وإغبو؛ والأخير كان من بين الشعوب الأولى القادرة على تطوير تاريخها وإنشاء هوية تالية للاستعمار.
فيما يخص شرق أفريقيا، كتب الكاتب الكيني نغوغي وا ثيونغو روايته لا تبك أيها الطفل عام 1964، وهي أولى روايات فترة ما بعد الاستعمار التي تتحدث عن تجربة شرق أفريقيا في الإمبريالية الاستعمارية؛ في رواية النهر الفاصل عام 1965، وباستخدام انتفاضة ماو ماو (1952 – 1960) كخلفية تاريخية، ناقش ثيونغو الشؤون ما بعد الاستعمارية للثقافة الدينية الأصلية، بالإضافة إلى عواقب فرض المسيحية، وهو دين غريب ثقافيًا على كينيا ومعظم أجزاء أفريقيا. ناقش الكاتب هذه الأفكار أيضًا في مقاله إزالة الاستعمار من العقل: السياسة في لغة الأدب الأفريقي عام 1986.
في دول أفريقيا ما بعد الاستعمار، يعيش الأفارقة وغير الأفارقة في عالم من الأجناس والأعراق والطبقات الاجتماعية واللغات، من الأعمار والعائلات والمهن والديانات والقوميات. يُقترح أن الفردانية وما بعد الاستعمارية هما بالأساس ظاهرتان ثقافيتان متقطعتان ومتفرعتان.

### أوروبا الشرقية
كان تقسيم بولندا (1772 – 1918) واحتلال دول أوروبا الشرقية من قبل الاتحاد السوفييتي بعد الحرب العالمية الثانية من أشكال الاستعمار ’الأبيض’، والذي تجاهله كتّاب ومؤلفو نظريات ما بعد الاستعمارية لفترة طويلة. كانت سيطرة الإمبراطوريات الأوروبية (مثل الإمبراطورية البروسية والنمساوية والروسية ثم الاتحاد السوفييتي في فترة لاحقة) على البلدان المجاورة (مثل بيلاروسيا وبلغاريا وتشيكوسلوفاكيا والمجر وليتوانيا ومولدوفا وبولندا ورومانيا وأوكرانيا)، المتمثلة بالغزو العسكري ثم استغلال الموارد الطبيعية والبشرية وتدمير الثقافة المحلية، والجهود المبذولة لإعادة تأهيل الشعوب المحلية وصبغها بطابع الإمبراطورية المستعمرة ولغتها أمرًا مشابهًا في الكثير من جوانبه للحملات الاستعمارية التي أجرتها الإمبراطوريات الأوروبية الغربية في أراضي ما وراء البحار، على الرغم من وجود عوامل مختلفة مثل القرب الجغرافي وغياب الاختلاف العرقي.
افتتح كتاب المعرفة الاستعمارية: الأدب الروسي والاستعمار عام 2000 للكاتبة إيفا إم. تومسون الدراسات ما بعد الاستعمارية المتعلقة بأوروبا الشرقية وأوروبا الشرقية الوسطى، لتتلوه أعمال ألكسندر فيوت وهانا غوسك وفيوليتا كيليرتاس ودوروتا كولودجيتشيك ويانوش كوريك وداريوش سكورشيفكسي وبوغدان شتيفانيسكو وتوماش زاريتسكي.

## تاريخ
بدأ فكر ما بعد الاستعمارية بالتبلور مع نهاية السبعينيات من القرن الماضي ولعل أبرز المثقفين الذين وضعوا إطاره النظري هو الأكاديمي الأميركي من أصل فلسطيني إدوارد سعيد من خلال كتابه الاستشراق الصادر عام 1978. غير أن نقد الكولونيالية وآثارها ظهر قبل ذلك في الأعمال الأدبية لعدد من الكتاب لعل أبرزهم الكاتب الفرنسي المولود في مستعمرة المارتينيك فرانز فانون. فانون انتقد في أعماله الاستعمار الفرنسي للجزائر وكان ناشطا ً في جبهة التحرير الوطني الجزائرية
كما أن عدداً ملحوظا من المفاهيم المستخدمة في الخطاب ما بعد الاستعماري تعود إلى كتابات المفكر والناشط السياسي الإيطالي أنطونيو غرامشي كالهيمنة Hegemony ودور المثقف العضوي مقابل دور المثقف الشمولي وعملية إخضاع الطبقة العاملة للسلطة من خلال نظام التعليم وسن القوانين وإلى ما هنالك. غير أن أهمية سعيد والدور المحوري الذي لعبه في هذا الإطار كان تأريخ عملية تشكيل وتبرير الاستعمارية من خلال دراسة نقدية لتكوين النظرية المعرفية في الغرب عن الشرق أي في الدول الاستعمارية تجاه الدول المستعمرة.

## الركائز النظرية
يعتمد الخطاب ما بعد الاستعماري بشكل رئيسي على وحدة المعرفة وعلاقات القوة وترابط الاثنين بشكل وثيق. الفيلسوف وعالم الاجتماع الفرنسي ميشال فوكو كان من أوائل المفكرين الذين وضعوا بشكل متكامل ومترابط أسس هذه النظرية المعرفية، رغم أن بذورها كانت موجودة في طروحات مفكرين سابقين، وهي تنفي ثنائية المعرفة والسلطة وتربطهما معاً في مفهوم واحد. إذا ً يعتبر مفكرو الخطاب ما بعد الاستعماري أن تشكيل المنظومة المعرفية الغربية حول المستَعمَر أساسه علاقات القوة داخل مجتمع الدول الاستعمارية. ومن هذا المنطلق يقوم هذا الخطاب على فكرة أن القوى الاستعمارية قامت بتعريف وتحديد ماهية الدول المستعمرة أي «الآخر» وفقا ً لمنظومتها المعرفية وخدمة لاهدافها الاستعمارية. وبهذا فإن المستعمر عرّف «الآخر» على أنه غير حداثي، غير ديموقراطي، بربري، وإلى ما هنالك من صفات مناقضة لقيمه المجتمعية بغية تبرير الاستعمار، أي اعتباره عملاً تنويريا ً تجاه السكان الأصليين لكن يهدف في صميمه إلى تبرير الاستعمار وإستغلال موارد وثروات الدول المستعمرة.

كما يعتمد خطاب ما بعد الاستعمارية على التفكيكية في قراءة النصوص التي تشكل الركن الأساس في تعريف «الآخر» بغية التمهيد لإخضاعه للسيطرة. وفي هذا الإطار يبرز عمل سعيد الاستشراق في أنه يقوم بدراسة جنيولوجية للمؤلفات الغربية حول الشرق منذ القرن الثامن عشر والتي أدت بحسب سعيد إلى وضع الإطار النظري للاستعمار.

## ما بعد الاستعمارية اليوم وأثرها
يعتبر معظم مفكري الخطاب ما بعد الاستعماري أن الأسس المعرفية للفكر الاستعماري ما زالت موجودة حتى يومنا هذا، لذا يسعون إلى تقديم خطاب جديد يعيد صياغة الإطار المعرفي الغربي حول الشرق. كما يبحث مفكرو ما بعد الكولونيالية أيضا ً عن سبل تخطي الآثار التي خلفها الاستعمار على الشعوب التي عانت منه لا سيما على الصعيد الثقافي، ويسعون إلى ذلك من خلال إبراز صوت الفئات المهمشة في المجتمعات التي خضعت للاستعمار. وفي هذا الإطار تفرّع خلال العقدين الأخيرين من دراسات ما بعد الاستعمارية عدد من التخصصات لعل أبرزها دراسات التابع Subaltern Studies.

كما ترك الخطاب ما بعد الاستعماري أثراً كبيراً في مؤلفات عدد لا يحصى من الروائيين كتشينوا إتشيبي، وولي سوينكا الحائز على جائزة نوبل للآداب، ديريك وولكوت، ايميه سيزار، وآخرين.

## الانتقادات
يرى بعض المفكرين الغربيين أن خطاب ما بعد الاستعمارية يفتقد إلى مشروع محدد ويكتفي بتحميل الاستعمار مسؤولية الأوضاع المزرية التي تعيشها الدول التي عانت في السابق من الاستعمارية. وتبرز في هذا السياق رواية الكاتب ف. س. نايبول الحائز على جائزة نوبل للآداب منعطف النهر والتي رأى فيها بعض الباحثين تحميله الشعوب المستَعمرَة مسؤولية العنف والفساد المتفشي في مجتمعاتها. ويقول سعيد في هذا السياق إن نايبول يعتق الجلاد ويحمل الضحية مسؤولية ما آلت إليه الأمور معتبرا ً أنه تحول بإرادته إلى شاهد على الإضهاد الذي يمارسه الغرب.
كما أثار كتاب الاستشراق استياء عدد من الباحثيين الغربيين أو المستشرقين كأرنست غيلنر، برنارد لويس، روبرت إيروين، إيان بوروما، وأفيشاي مارغليت. وذهب هذان الأخيران إلى اعتبار أن دوافع سعيد محض قومية تهدف إلى الدفاع عن هويته القومية في مواجهة الليبرالية والعلمنة واتهماه بتنميط صورة الغرب في كتاباته. كما رأى بعض المنتقدين أن سعيد لا يأخذ بعين الاعتبار وجود أصوات مضادة ومناهضة للاستعمار في المجتمعات الغربية.

## أبرز المفكرين
فرانز فانون: طبيب ومفكر فرنسي من جزر المارتينيك كان ناشطاً سياسياً ومناصراً لثورة التحرير الجزائرية. يعتبر أحد آباء الفكر المناهض للاستعمار في القرن العشرين. فانون يرى أن الاستعمار لا يقتصر على حكم عسكري بالقوة بل هو أيضا ً هيمنة ثقافية. ويدعو فانون إلى مقاومة الاستعمار بالعنف ويشدد على ضرورة خلق هوية وطنية مضادة تؤسس للتخلص من ذيول الاستعمار الثقافي.
من أعماله: بشرة سوداء وقناع أبيض (1952) - معذبو الأرض (1961).
إدوارد سعيد: ناقد أدبي وأكاديمي في جامعة كولومبيا الأميركية فلسطيني الأصل ولد في مدينة القدس وتوفي في نيويورك عام 2003. أحد أبرز المدافعين عن القضية الفلسطينية في الولايات المتحدة وسعى من خلال كتاباته إلى تفكيك الأسس المعرفية للخطاب الكونيالي وعلاقته بالسلطة. يعتبر كتابه الاستشراق من دعائم دراسات ما بعد الاستعمارية، والذي كما سبق وأن ورد، رسم فيه التطور التاريخي لمفهوم الشرق في كتابات الروائيين والمفكرين والرحّآلة الغربيين وعلاقة هذا المفهوم بتعريف الغرب لنفسه كمفهوم مناقض للشرق واستخدامه من قبل القوى الامبريالية لتبرير الاستعمار. كما برز سعيد سياسيا ً كمناهض لإتفاقية أوسلو وهو من الداعين إلى حل للصراع الفلسطيني الإسرائيلي مبني على حل الدولة الواحدة. من أبرز أعماله: الاستشراق (1978) - «مسألة فلسطين» (1979) - العالم، النص، والناقد (1983) - الثقافة والإمبريالية (1993)- خارج المكان (1999) - تأملات حول المنفى (2000) - الفكر الأنسنية والنقد الديموقراطي (2003).
غياتري سبيفاك: باحثة وناقدة أدبية هندية وهي أكاديمية في جامعة كولومبيا الأميركية. تصنف نفسها على أنها «ماركسية نسوية تفكيكية عملية» وشكلت مقالتها «هل يمكن للتابع أن يتكلم؟» محطة مهمة في خطاب ما بعد الاستعمارية بشكل عام ودراسات التابع بشكل خاص. أبرز مؤلفاتها: في عوالم أخرى: مقالات في السياسية الثقافية (1987) - دراسات مختارة عن التابع (1988) - ناقد ما بعد الاستعمارية (1990) - نقد العقل ما بعد الاستعماري (1999).
هومي بابا: أكاديمي هندي أستاذ الأدب الأميركي والبريطاني في جامعة هارفرد حيث يرأس مركز الدراسات الإنسانية هناك. برز اسم هومي بابا من خلال طرحه مفهوم «التهجين» لتفسير نشوء أشكال ثقافية جديدة في عالم التعدد الثقافي. أبرز أعماله: أمم ومرويات (1990) - موقع الثقافة (1994) - حول الخيار الثقافي (2000) - حياة جامدة (2004).